# Wedderburn (Oregon)
Wedderburn az Amerikai Egyesült Államok északnyugati részén, Oregon állam Curry megyéjében, a U.S. Route 101 mentén elhelyezkedő statisztikai település. A 2020. évi népszámlálási adatok alapján 426 lakosa van.
A gyárváros alapítója a lazachalászatban monopolhelyzetben lévő Robert Deniston Hume, a település boltjának, versenypályájának, raktárának és konzervgyárának üzemeltetője. A posta 1895-ben nyílt meg.

## Éghajlat
A település éghajlata mediterrán (a Köppen-skála szerint Csb).

## Fordítás
- Ez a szócikk részben vagy egészben  a   Wedderburn, Oregon című angol Wikipédia-szócikk ezen változatának fordításán alapul.  Az eredeti cikk szerkesztőit annak laptörténete sorolja fel. Ez a jelzés csupán a megfogalmazás eredetét és a szerzői jogokat jelzi, nem szolgál a cikkben szereplő információk forrásmegjelöléseként.